# کنت انگر
کنت انگر (انگلیسی: Kenneth Anger؛ با نام شناسنامه‌ای کنت ویلبور انگلمیر (به انگلیسی: Kenneth Wilbur Anglemyer) زادهٔ ۳ فوریهٔ ۱۹۲۷) هنرپیشه، کارگردان، فیلم‌نامه‌نویس، تهیه‌کننده و تدوین‌گر اهل ایالات متحده آمریکا که از سال ۱۹۴۱ میلادی تاکنون مشغول فعالیت بوده‌است. 
فیلم‌های او سورئالیسم را با همجنس‌گرایی و غیب‌باوری تلفیق می‌کنند و حاوی عناصری نظیر اروتیسیزم، مستندسازی، سایکودراما و تصاویر نمایشی هستند.